# Tim Caldwell (sciatore)
Timothy John Caldwell detto Tim (Brattleboro, 4 febbraio 1954) è un ex fondista statunitense.
È figlio del fondista e combinatista nordico John e zio della fondista Sophie, a loro volta sciatori nordici di alto livello.

## Biografia

### Carriera sciistica
In Coppa del Mondo ottenne il primo risultato di rilievo il 12 marzo 1982 a Falun (20°) e l'unico podio il 19 marzo 1983 ad Anchorage (2°).
In carriera prese parte a quattro edizioni dei Giochi olimpici invernali, Sapporo 1972 (54° nella 15 km, 12° nella staffetta), Innsbruck 1976 (37° nella 15 km, 27° nella 30 km, non conclude la 50 km, 6° nella staffetta), Lake Placid 1980 (25° nella 15 km, 8° nella staffetta) e Sarajevo 1984 (39° nella 30 km, 8° nella staffetta), e a tre dei Campionati mondiali (15° nella 50 km a Oslo 1982 il miglior risultato). Si aggiudicò anche vari Campionati statunitensi, su ogni distanza.

### Altre attività
Laureatosi prima in storia (1977) e quindi in legge, dopo il ritiro ha intrapreso l'attività di avvocato a Hanover (New Hampshire).

## Palmarès

### Coppa del Mondo
- Miglior piazzamento in classifica generale: 25º nel 1983
- 1 podio (individuale):
  - 1 secondo posto